# Град на радостта
„Град на радостта“ (на английски: City of Joy) е драматичен филм от 1992 г. на режисьора Ролан Жофе, сценарият е на Марк Медоф, и е базиран на едноименния роман, написан от Доминик Лапиер. Във филма участват Патрик Суейзи, Полин Колинс, Ом Пури, Шабана Азми и Арт Малик.